# Гончар Євген Вікторович
Євге́н Ві́кторович Гонча́р — капітан Збройних сил України, учасник російсько-української війни.

## З життєпису
Випускник 2013 року Академії сухопутних військ імені гетьмана Петра Сагайдачного, спеціальність «управління діями підрозділів аеромобільних військ».
Командир роти снайперів 95-ї аеромобільної бригади. З травня 2014 року бере участь у бойових діях, сутичках з терористами. 19 січня 2015-го в результаті бою у н.п. Спартак снайперами під керівництвом офіцера Гончара зупинено відхід терористів.
З 2015 року — начальник штабу батальйону.

## Нагороди
За особисту мужність і героїзм, виявлені у захисті державного суверенітету та територіальної цілісності України, вірність військовій присязі під час російсько-української війни
- нагороджений орденом Богдана Хмельницького ІІІ ступеня (27.1.2015).